# 11区 (ホーチミン市)
11区（じゅういっく、ベトナム語：Quận 11 / 郡𨒒𠬠）はホーチミン市の区の1つ。

## 施設等
- ダムセン（潭蓮）公園
- フートー競馬場
- ザックヴィエン寺（覚園寺）

## 行政区画
11区は第1坊から第16坊までの16の坊（Phường）を管轄している。